# Charles av Guise

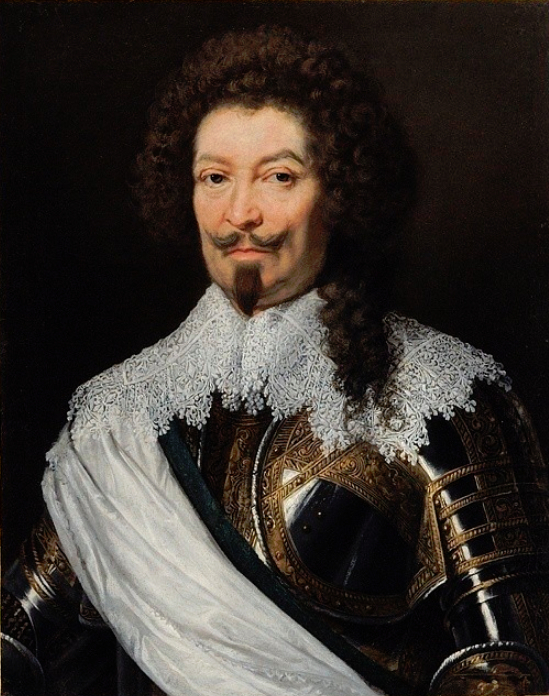
Charles, hertig av Guise, porträtt målat av Justus Sustermans.

Charles av Guise, född 2 augusti 1571, död 30 september 1640, var en fransk hertig och politiker. Han var son till Henrik I av Guise och Catherine de Cleves och far till Henrik II av Guise.
Charles av Guise spelade på grund av sin ungdom ingen större roll under de tre Henrikarnas krig. Under kriget mellan  farbrodern Charles de Lorraine, hertig av Mayenne och Henrik av Navarra gjorde Filip II av Spanien upp en plan att Charles av Guise skulle giftas bort med en spansk prinsessa och med spansk militär hjälp utropas till kung av Frankrike. Filips inblandning i fransk politik var alltför impopulär i Frankrike, och förslaget bordlades. Charles av Guise kom senare att bli en lojal undersåte under Henrik IV av Frankrike.